# Diálaga
La diálaga es un mineral pétreo constituido por un silicato de magnesia, con cal, óxido de hierro y algo de alúmina, duro como el vidrio, de textura algo hojosa y color que cambia del verde claro al bronceado, según la posición en que recibe la luz. Suele acompañar a las serpentinas. Además, se presenta en grandes cristales laminares, a menudo con un hábito no bien formado y muy a menudo deformado. La mayoría de los ejemplares tienen un color verde o gris verdoso típico, pero también pueden ser de color marrón o marrón pálido. Una de sus características externas es la presencia de superficies de alteración constituidas por smaragdita, un anfíbol verde brillante, fibroso y acicular, perteneciente a la serie de la actinolita. Esta alteración está ligada principalmente a la acción del metamorfismo. 

## Rerencias
1. ↑  ASALE, RAE-. «diálaga | Diccionario de la lengua española». «Diccionario de la lengua española» - Edición del Tricentenario. Consultado el 12 de septiembre de 2021.

- Datos: Q109312504